# Уордлоу (рестлер)
Майкл Уо́рдлоу (англ. Michael Wardlow, род. 19 января 1988, Кливленд, Огайо) — американский рестлер, который в настоящее время выступает в All Elite Wrestling (AEW) мононимно как Уо́рдлоу. Он является трёкратным чемпионом TNТ и победителем матча с лестницами «Лицо революции» 2022 года.

## Ранняя жизнь
Майкл Уордлоу родился в Миддлфилде, Огайо. Он воспитывался матерью-одиночкой и имеет двух старших сестер. Он занимался боксом и джиу-джитсу.

## Карьера в рестлинге

### Независимая сцена (2014—2019)
Уордлоу дебютировал 15 марта 2014 года в American Revolution Wrestling, где победил Ники Валентино. В последующие годы Уордлоу начал выступать в других промоушенах, включая International Wrestling Cartel (IWC). В декабре 2016 года Уордлоу выиграл свой первый титул в рестлинге, победив Ар Джей Сити и завоевав вакантный титул чемпиона IWC в тяжелом весе. Позже он выиграл этот титул еще дважды. В 2018 году Уордлоу попробовал свои силы в WWE NXT. Ему не предложили место в компании. Это привело к тому, что он провел еще год на независимой сцене, прежде чем подписать контракт с AEW.

## Титулы и достижения
- All Elite Wrestling
  - Лицо революции (2022)[5]
  - Чемпион TNT AEW (3 раза)
- International Wrestling Cartel
  - Чемпион супер-инди IWC (1 раз)[6]
  - Чемпион мира IWC в тяжёлом весе (3 раза)[7]
  - Турнир Super 18 (2019)
- Pro Wrestling Illustrated
  - № 218 в топ 500 рестлеров в рейтинге PWI 500 в 2021[8]
- Revenge Pro Wrestling
  - Чемпион Revenge Pro World (1 раз)[9]